# CCL25
CCL25 (англ. C-C motif chemokine ligand 25) – білок, який кодується однойменним геном, розташованим у людей на короткому плечі 19-ї хромосоми. Довжина поліпептидного ланцюга білка становить 150 амінокислот, а молекулярна маса — 16 609.
| 10         |  | 20         |  | 30         |  | 40         |  | 50         |
| ---------- |  | ---------- |  | ---------- |  | ---------- |  | ---------- |
| MNLWLLACLV |  | AGFLGAWAPA |  | VHTQGVFEDC |  | CLAYHYPIGW |  | AVLRRAWTYR |
| IQEVSGSCNL |  | PAAIFYLPKR |  | HRKVCGNPKS |  | REVQRAMKLL |  | DARNKVFAKL |
| HHNTQTFQAG |  | PHAVKKLSSG |  | NSKLSSSKFS |  | NPISSSKRNV |  | SLLISANSGL |
|            |  |            |  |            |  |            |  |            |

A: Аланін

C: Цистеїн

D: Аспарагінова кислота

E: Глутамінова кислота

F: Фенілаланін

G: Гліцин

H: Гістидин

I: Ізолейцин

K: Лізин

L: Лейцин

M: Метіонін

N: Аспарагін

P: Пролін

Q: Глутамін

R: Аргінін

S: Серин

T: Треонін

V: Валін

W: Триптофан

Кодований геном білок за функцією належить до цитокінів. 
Задіяний у таких біологічних процесах, як запальна відповідь, хемотаксис, альтернативний сплайсинг. 
Секретований назовні.